# No sleep till Brooklyn
"No Sleep till Brooklyn"(укр. «Не спати до Брукліну») — пісня американського гурту Beastie Boys,а також шостий сингл їх дебютного студійного альбому   Licensed to Ill.Назва пісні є грою слів на альбом Motorhead No Sleep 'til Hammersmith.

## Створення і виступи
Гітарні рифи і соло зіграв Керрі Кінг,гітарист групи Slayer,який теж випустив альбом продюсований Ріком Рубіном в 1986(Reign in Blood.
Пісня інтерпретує з "T.N.T." групи AC/DC(хоч і налагоджена по-іншому).Відео, зняте Ріком Манелло , є пародією на стиль Глем-метал.

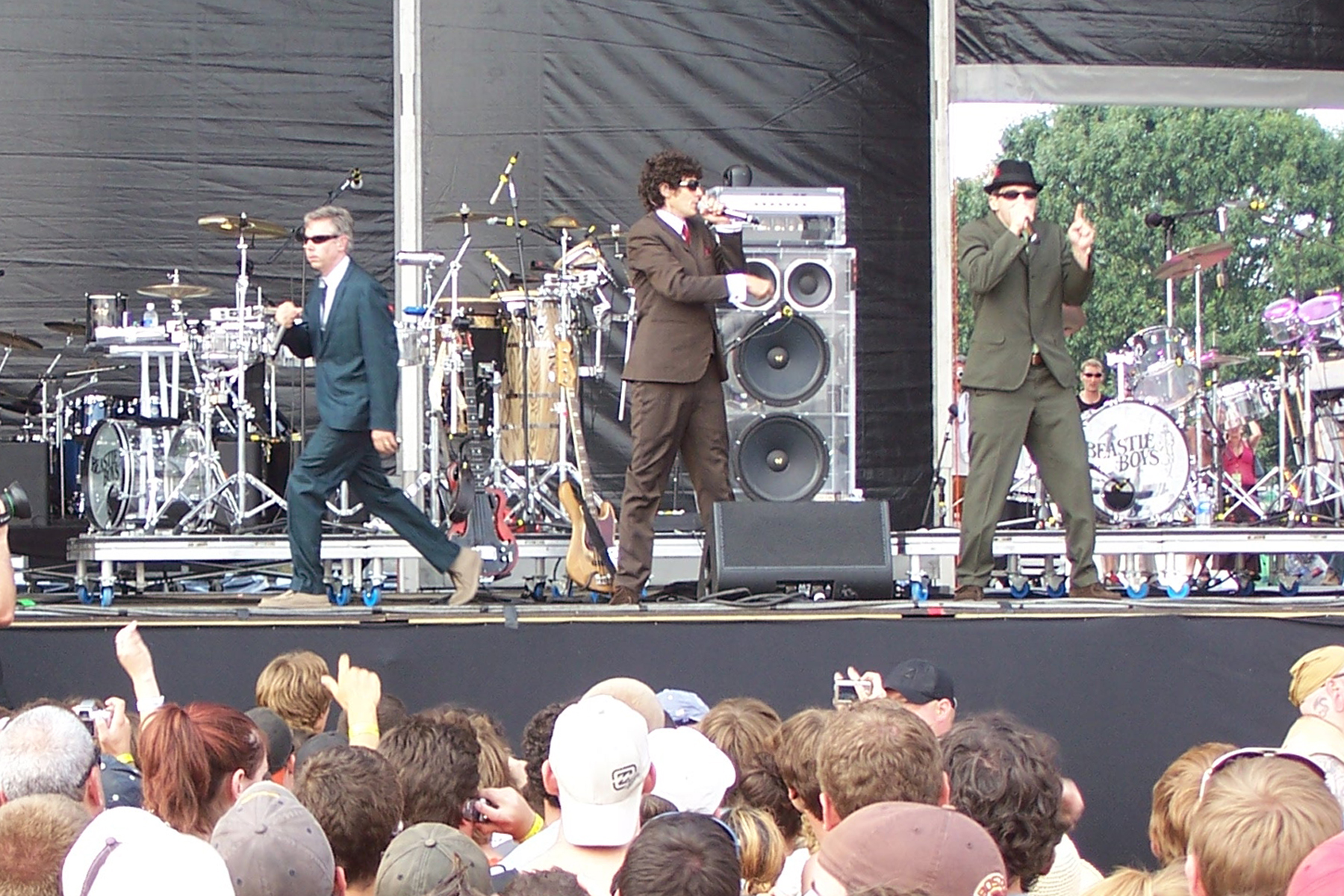
BeastieBoysVirginFestival2007

Пізніше в своїй кар'єрі,Beastie Boys продовжували виконувати пісню наживо,хоча і зі зміненим текстом щоб показати своє більше доросле ставлення до жінок."M.C.A.'s in the back because he's skeezin' with a whore," було змінено на "M.C.A.'s in the back with the mahjong board","Autographed pictures and classy hoes" було змінено "Autographed pictures to nobody knows."
Пісня вміщає в собі одну з багатьох почестей районів Нью-Йорку і була описана як "радісне просторікування".

## Музичний кліп
Відео для "No Sleep till Brooklyn" було  співзнято Ріком Манелло і Адамом Дубіном.Манелло і Дубін також зняли відео для попереднього сингла  Beastie Boys "(You Gotta) Fight for Your Right (To Party!)".Керрі Кінг , який у пісні грає на гітарі, також з'являється у відео. Рут Коллінз, відома як "королева фільмів категорії Б" 80-их, виступає в ролі ведучої танцюристки. 

## У культурі
- Пісня є саундтреком фільму В ім'я справедливості Стівена Сіґала.
- Канадська підліткова драма Instant Star назвала свою прем'єрну серію другого сезону в честь пісні . Шоу відоме через назви своїх епізодів в честь різних пісень.
- Комедіант Christopher Titus саркастично відзначив в своїй комедії 2001 року Norman Rockwell is Bleeding,коли описував момент з свого життя в якому  він був у стані наркотичного сп'яніння і Licensed to Ill грало "на заспокійливих мільярд-і-п'ять децибел". Він сказав, "Уявіть так. Декілька каліфорнійських білих хлопців співають  (глузливим голосом) 'No Sleep 'til Brooklyn'! Yeah, we rock."
- Пісня є в  музичній грі 2008 року Guitar Hero World Tour .
- Репер Tone Lōc підібрав риф для своєї пісні "Ace Is on the House",яка з'являється в титрах і як саундтрек до фільму Ace Ventura: Pet Detective.
- Пісня використовувалася у початкових кадрах фільму Cop Out.
- Пісня використовувалась у рекламах щоб просунути  2013 MTV Video Music Awards,який проходив в Брукліні.

## Кавери і пародії
- Британьський комедіант Тоні Хокс записав пісню "Stutter Rap (No Sleep Til Bedtime)" під псевдонімом "Morris Minor and the Majors" як пародію на Beastie Boys, пізніше змінив і зобразив текст з словами "No need for shouting."
- Нідерландська група Osdorp Posse записали кавер, на Нідерландській з назвою Geen slaap tot Osdorp ("No sleep till Osdorp").
- Пісню також виконують Stiff Little Fingers, під назвою "No Sleep 'til Belfast", в їх альбомі 1988 року No Sleep 'til Belfast.
- Sum 41 і Томмі Лі на 20-ти річчі MTV в 2001 році виконали кавер пісні.
- Кавер на неї зробили Jimmy Falon і Джастін Тімберлейк в їх сегменті "History of Rap".
- Коли оголосили про смерть Adam "MCA" Yauchю, група SOJA виконали кавер на пісню на його честь.

## В чартах
| Чарт (1987)                        | Найвища позиція |
| ---------------------------------- | --------------- |
| Бельгія (Ultratop 50 Flanders)     | 28              |
| Нідерланди (GfK Dutch Chart)       | 23              |
| Німеччина(Media Control Charts)    | 46              |
| Irish Singles Chart                | 17              |
| Британія (Official Charts Company) | 14              |

## Додаткові посилання
- "No Sleep till Brooklyn" Музичний відеокліп на YouTube
- Повний текст цієї пісні на MetroLyrics